# Caterina Pascual Söderbaum
Caterina Pascual Söderbaum (* 10. September 1962 in Lleida, Spanien; † 24. Dezember 2015) war eine spanisch-schwedische Schriftstellerin und Übersetzerin.

## Leben
Caterina Pascual Söderbaum wurde 1962 als Tochter eines spanischen Vaters und einer schwedischen Mutter im katalanischen Lleida geboren. Sie verbrachte ihre Kindheit gemeinsam mit ihren beiden Schwestern in Barcelona, Cartagena, Maó und Girona. Nach ihrem Schulabschluss zog sie zu ihrer Großmutter nach Uppsala, um an der Universität Uppsala eine Ausbildung als Übersetzerin und Dolmetscherin zu machen. Anschließend arbeitete sie als literarische Übersetzerin aus dem Schwedischen und Englischen ins Spanische und Katalanische, wobei sie Autoren wie Selma Lagerlöf, Kjell Westö, Peter Englund und Steve Sem-Sandberg übersetzte.
Ab Mitte der 1990er Jahre lebte sie sowohl in Girona als auch in Uppsala und begann mit dem Schreiben ihres ersten Romans. Mit Sonetten om andningen debütierte sie 2001 als Schriftstellerin und wurde im Folgejahr mit dem Katapultpreis für das beste schwedische literarische Debüt ausgezeichnet.
Für ihren postum veröffentlichten Roman Den skeva platsen (deutsch: Der schiefe Platz) wurde ihr 2017 der Romanpreis des schwedischen Radios, Sveriges Radios Romanpris verliehen. Bei dem Roman handelt es sich um eine Chronik des europäischen 19. Jahrhunderts. Orte des Geschehens im Roman sind das Schloss Hartheim und dessen Umgebung. Bedeutsam für ihre Themenwahl war unter anderem auch ihre persönliche Verbindung zur belasteten Geschichte von Europa: Caterina Pascual Söderbaums Großvater väterlicherseits war Freiwilliger in der deutschen Wehrmacht, ihr Vater diente unter Franco, ihre Mutter war mit der schwedisch-deutschen Schauspielerin Kristina Söderbaum verwandt.
Im Dezember 2015 starb Söderbaum nach jahrelanger Krankheit im Alter von 53 Jahren. Sie hinterließ die 2001 geborene Tochter Rita, ihre Mutter und zwei Schwestern.

## Werke (Auswahl)
- Sonetten om andningen, Stockholm : Bokförlaget Lejd, 2001, ISBN 91-973913-4-4
- Las Hijas del pintor, Barcelona : Ediciones B, Grupo Zeta, 2003, ISBN 84-666-1119-3
- Jerusalén, Barcelona : Ediciones B, 2005, ISBN 84-666-1980-1
- El imperio de las mentiras, (Random House) Hardcover – 9 Feb. 2012, by Steve Sem-Sandberg (Autor), Spanish edition by Caterina Pascual Söderbaum (Übersetzerin), ISBN 9788439724209.
- Den skeva platsen : roman, Stockholm : Albert Bonniers Förlag, 2016, ISBN 978-91-0-015660-2